# Годо (посёлок)
Годо (яп. 神戸町 Го:до-тё:) — посёлок в Японии, находящийся в уезде Ампати префектуры Гифу. Площадь посёлка составляет 18,77 км², население — 19 321 человек (1 июля 2014), плотность населения — 1029,36 чел./км².

## Географическое положение
Посёлок расположен на острове Хонсю в префектуре Гифу региона Тюбу. С ним граничат города Огаки, Мидзухо и посёлки Икеда, Оно.

## Население
Население посёлка составляет 19 321 человек (1 июля 2014), а плотность — 1029,36 чел./км². Изменение численности населения с 1980 по 2005 годы:
| 1980 | 19 338 чел. |  |
| 1985 | 20 386 чел. |  |
| 1990 | 20 704 чел. |  |
| 1995 | 20 687 чел. |  |
| 2000 | 20 750 чел. |  |
| 2005 | 20 830 чел. |  |

## Символика
Деревом посёлка считается Ilex integra, цветком — роза.